# Сулейман-паша Скопляк
Сулейман-паша Скопляк (тур. Süleyman Paşa, сербохорв. Sulejman-paša Skopljak (годы рождения и смерти неизвестны) — османский военный и государственный деятель, визирь Белградского пашалыка (1813—1815). Отличился в военных действиях против сербских повстанцев во время двух восстаний против османского владычества (1804—1813, 1815—1817).

## Происхождение
Сулейман-паша был родом из Ускопле, города Бугойно в центральной Боснии. Согласно словам Омер-бега Сулейманпашича (1870—1918), правнука Сулейман-паши, их семья происходила от боснийского дворянина Михайло, который после османского завоевания принял ислам и стал Али-пашой.

## Карьера
Первое сербское восстание в 1804 году началось в Смедеревском санджаке (сейчас — Центральная Сербия), а затем перекинулось на соседние османские земли, населенные сербами. В марте 1805 года вспыхнуло восстание Дробняка, которое распространилось на восток, Герцеговинский санджак (сейчас — Черногория). В начале октября того же 1805 года османское правительство отправило Сулейман-пашу на подавление восстания. Сулейман-паша был одним из самых смелых и решительных османских военачальников. В январе 1806 года восстание Дробняка было подавлено, Сулейман-паша казнил лидеров повстанцев и заставил население Дробняка и Морача платить дань. 
В марте 1806 года Сулейман-паша разгромил сербский повстанческий отряд под командованием Радича Петровича возле монастыря Студеница. Сулейман-паша командовал османской армией, с которым он выступил из Боснии в Сербию, но в августе 1806 года потерпел поражение от сербских повстанцев в битве при Мишаре. После своего поражения он отступил в Шабац, но вынужден был сдать город в феврале 1807 года Карагеоргию, лидеру сербских восставших.
В 1813 году в османской компании в Сербии Сулейман-паша командовал часть сил под Лозницей, а также участвовал в конце августа в битве при Равне, где был ранен. В октябре 1813 года после подавления Первого сербского восстания Сулейман-паша был назначен визирем Белградского пашалыка. Зверства турок-османов против сербского населения вызвали восстание Хаджи Продана в сентябре 1814 года, которое было жестоко подавлено Сулейман-пашой.
В 1815 году после начала Второго сербского восстания Сулейман-паша Скопляк не смог подавить его. Турки-османы под командованием Сулейман-паши потерпели тяжелые поражения от сербов в битвах при Палеже, Чачаке и Пожареваце. Сулейман-паша, не сумевший навести порядка в Белградском пашалыке, был переведен в Боснию. Новым визирем Белградского пашалыка был назначен Марашли Али-паша (1815—1817).